# Xavier Cabot i Duran
Xavier Cabot i Duran   (Barcelona, 27 de setembre de 1953) és un jugador d'hoquei sobre herba barceloní, guanyador d'una medalla olímpica. Va néixer el 27 de setembre de 1953 a la ciutat de Barcelona. És fill del també jugador d'hoquei Ricard Cabot i Boix, que participà en els Jocs Olímpics d'estiu de 1948, i germà del també medallista Ricard Cabot.
Amb 26 anys va participar en els en els Jocs Olímpics d'Estiu de 1980 realitzats a Moscou (Unió Soviètica), on aconseguí guanyar la medalla de plata amb la selecció espanyola d'hoquei sobre herba. En els Jocs Olímpics d'Estiu de 1984 realitzats a Los Angeles (Estats Units) finalitzà en vuitena posició, aconseguint guanyar un diploma olímpic. També fou segon als Jocs del Mediterrani de 1979. Jugà 94 partits amb la selecció espanyola.
A nivell de clubs jugà al Reial Club de Polo de Barcelona, amb qui guanyà vuit Campionats de Catalunya (1974, 1975, 1977, 1978, 1979, 1981, 1983, 1984), set Copes del Rei (1974, 1976, 1979-83) i cinc lligues (1977, 1978, 1980, 1981, 1982).